# Stockmansella
Stockmansella é um gênero extinto de vegetais do Devoniano Médio (idade Eifeliano, por volta de 393 até 388 milhões de anos atrás), na qual os fósseis foram encontrados no noroeste da Alemanha. A geração esporófita era consistida de hastes dicotomizadas prostradas (eixos) de até 10 centímetros de comprimento e cerca de 3 milímetros de largura, que em intervalos produziam caules estreitos, lisos e eretos. Este gênero apresentou esporângios (órgãos formadores de esporos) em ramos laterais curtos. Os caules prostrados apresentavam protuberâncias, que era nessas protuberâncias que se formavam os rizoides. Tanto os caules prostrados quanto os eretos possuem um cordão central de tecido condutor que contém traqueídeos simples, de modo que Stockmansella é um gênero de planta vascular.

## Descrição
O gênero foi criado por Fairon-Demaret para formas fósseis anteriormente atribuídas a Taeniocrada, mas que diferiam-se por terem apenas um esporângio lateral. (Ela inicialmente deu ao gênero o nome Stockmansia, mas este já havia sido usado para um gênero de samambaias.) Acredita-se que o gênero Sciadophyton seja o estágio gametófito de várias plantas terrestres primitivas, incluindo o gênero Stockmansella, embora como essas formas tenham sido encontradas apenas como sendo fósseis de compressão, sua morfologia não é totalmente clara.

## Filogenia
Em 2004, Crane et al. publicou um cladograma para os polisporangiófitos, no qual o gênero Stockmansella é colocada fazendo parte da família Rhyniaceae, que é uma família irmã de todos os outros traqueófitos (plantas vasculares). 
|  | Lycopodiophytina e grupos basais |
|  |                                  |
|  | Euphyllophytina                  |
|  |                                  |

|  | Huvenia                                                  |
|  |                                                          |
|  | \| \| Rhynia \| \| \| \| \| \| Stockmansella \| \| \| \| |
|  |                                                          |
|  | Rhynia                                                   |
|  |                                                          |
|  | Stockmansella                                            |
|  |                                                          |

|  | Rhynia        |
|  |               |
|  | Stockmansella |
|  |               |

|  | Lycopodiophytina e grupos basais |
|  |                                  |
|  | Euphyllophytina                  |
|  |                                  |

|  | Huvenia                                                  |
|  |                                                          |
|  | \| \| Rhynia \| \| \| \| \| \| Stockmansella \| \| \| \| |
|  |                                                          |
|  | Rhynia                                                   |
|  |                                                          |
|  | Stockmansella                                            |
|  |                                                          |

|  | Rhynia        |
|  |               |
|  | Stockmansella |
|  |               |

|  | Lycopodiophytina e grupos basais |
|  |                                  |
|  | Euphyllophytina                  |
|  |                                  |

|  | Huvenia                                                  |
|  |                                                          |
|  | \| \| Rhynia \| \| \| \| \| \| Stockmansella \| \| \| \| |
|  |                                                          |
|  | Rhynia                                                   |
|  |                                                          |
|  | Stockmansella                                            |
|  |                                                          |

|  | Rhynia        |
|  |               |
|  | Stockmansella |
|  |               |

|  | Lycopodiophytina e grupos basais |
|  |                                  |
|  | Euphyllophytina                  |
|  |                                  |

|  | Huvenia                                                  |
|  |                                                          |
|  | \| \| Rhynia \| \| \| \| \| \| Stockmansella \| \| \| \| |
|  |                                                          |
|  | Rhynia                                                   |
|  |                                                          |
|  | Stockmansella                                            |
|  |                                                          |

|  | Rhynia        |
|  |               |
|  | Stockmansella |
|  |               |

|  | Lycopodiophytina e grupos basais |
|  |                                  |
|  | Euphyllophytina                  |
|  |                                  |

|  | Huvenia                                                  |
|  |                                                          |
|  | \| \| Rhynia \| \| \| \| \| \| Stockmansella \| \| \| \| |
|  |                                                          |
|  | Rhynia                                                   |
|  |                                                          |
|  | Stockmansella                                            |
|  |                                                          |

|  | Rhynia        |
|  |               |
|  | Stockmansella |
|  |               |

|  | Lycopodiophytina e grupos basais |
|  |                                  |
|  | Euphyllophytina                  |
|  |                                  |

|  | Huvenia                                                  |
|  |                                                          |
|  | \| \| Rhynia \| \| \| \| \| \| Stockmansella \| \| \| \| |
|  |                                                          |
|  | Rhynia                                                   |
|  |                                                          |
|  | Stockmansella                                            |
|  |                                                          |

|  | Rhynia        |
|  |               |
|  | Stockmansella |
|  |               |

|  | Lycopodiophytina e grupos basais |
|  |                                  |
|  | Euphyllophytina                  |
|  |                                  |

|  | Huvenia                                                  |
|  |                                                          |
|  | \| \| Rhynia \| \| \| \| \| \| Stockmansella \| \| \| \| |
|  |                                                          |
|  | Rhynia                                                   |
|  |                                                          |
|  | Stockmansella                                            |
|  |                                                          |

|  | Rhynia        |
|  |               |
|  | Stockmansella |
|  |               |

|  | Lycopodiophytina e grupos basais |
|  |                                  |
|  | Euphyllophytina                  |
|  |                                  |

|  | Huvenia                                                  |
|  |                                                          |
|  | \| \| Rhynia \| \| \| \| \| \| Stockmansella \| \| \| \| |
|  |                                                          |
|  | Rhynia                                                   |
|  |                                                          |
|  | Stockmansella                                            |
|  |                                                          |

|  | Rhynia        |
|  |               |
|  | Stockmansella |
|  |               |